# Kanton Olonzac
Olonzac is een voormalig kanton van het Franse departement Hérault. Het kanton maakt deel uit van het arrondissement Béziers. Het werd opgeheven bij decreet van 26 februari 2014 met uitwerking op 22 maart 2015.

## Gemeenten

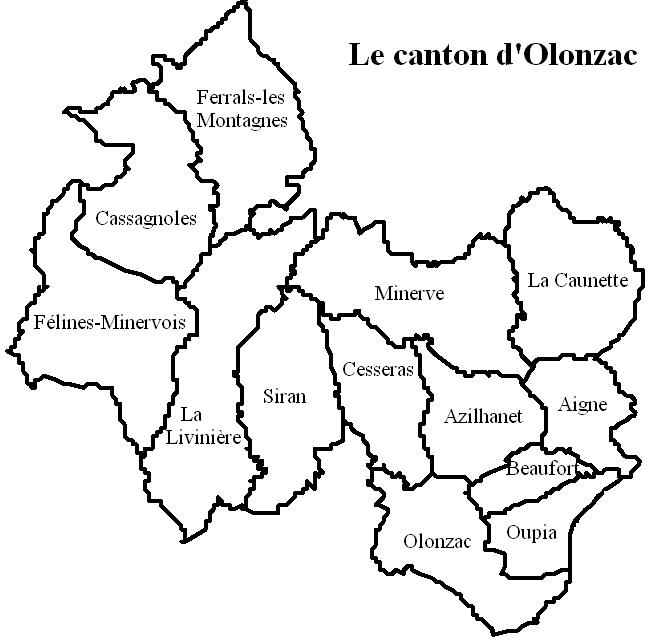
Ligging van gemeenten in het kanton

Het kanton Olonzac omvatte de volgende gemeenten:
- Aigne
- Azillanet
- Beaufort
- Cassagnoles
- La Caunette
- Cesseras
- Félines-Minervois
- Ferrals-les-Montagnes
- La Livinière
- Minerve
- Olonzac (hoofdplaats)
- Oupia
- Siran